# Challenger de Lima
El Lima Challenger es un evento de tenis que se lleva a cabo en la ciudad de Lima, Perú. Durante el 2007 y 2009 se jugó a finales de año y estuvo descontinuado por 2 años sin embargo, para el 2012 se retomó el campeonato esta vez en el mes de julio. El torneo se desarrolla sobre pistas de tierra batida, en la canchas del Club Tennis Las Terrazas Miraflores. 
Desde 2021 se disputan 2 ediciones por año. En 2021, la 1.a edición se jugó como parte del Circuito Legión Sudamericana de ese año y desde 2022 se celebró el torneo bajo la denominación de Directv Open, todos estos jugados en las instalaciones del Jockey Club del Perú. 

## Palmarés

### Individuales
| Año         | Edición | Campeón                  | Finalista               | Marcador         |
| ----------- | ------- | ------------------------ | ----------------------- | ---------------- |
| 2000        | 1.°     | Guillermo Coria          | Juan Antonio Marín      | 6–0, 7–6(7)      |
| 2001        | 2.°     | Juan Ignacio Chela       | Marcos Daniel           | 6–2, 1–0 ret.    |
| 2002 - 2006 |         | No se disputó            | No se disputó           | No se disputó    |
| 2007        | 3.°     | Pablo Cuevas             | Marcos Daniel           | 0-6, 6-4, 6-3    |
| 2008        | 4.°     | Martín Vassallo Argüello | Sergio Roitman          | 6-2, 4-6, 6-4    |
| 2009        | 5.°     | Eduardo Schwank          | Jorge Aguilar           | 7-5, 6-4         |
| 2010 - 2011 |         | No se disputó            | No se disputó           | No se disputó    |
| 2012        | 6.°     | Guido Andreozzi          | Facundo Argüello        | 6–3, 6–7(8), 6–2 |
| 2013        | 7.°     | Horacio Zeballos         | Facundo Bagnis          | 6-74, 6-3, 6-3   |
| 2014        | 8.°     | Guido Pella              | Jason Kubler            | 6–2, 6–4         |
| 2015        | 9.°     | Gastão Elias             | Andrej Martin           | 6–2, 7–6(4)      |
| 2016        | 10.°    | Christian Garín          | Guido Andreozzi         | 3-6, 7–5, 7-6(3) |
| 2017        | 11.°    | Gerald Melzer            | Jozef Kovalík           | 7-5, 7-6(4)      |
| 2018        | 12.°    | Christian Garín          | Pedro Sousa             | 6–4, 6–4         |
| 2019        | 13.°    | Thiago Monteiro          | Federico Coria          | 6–2, 6–7(7), 6–4 |
| 2020        | 14.°    | Daniel Elahi Galán       | Thiago Tirante          | 6–1, 3–6, 6–3    |
| 2021-I      | 15.°    | Hugo Dellien             | Camilo Ugo Carabelli    | 6–3, 7–5         |
| 2021-II     | 16.°    | Nicolás Jarry            | Juan Manuel Cerúndolo   | 6–2, 7–5         |
| 2022-I      | 17.°    | Camilo Ugo Carabelli     | Thiago Tirante          | 6–2, 7–6(4)      |
| 2022-II     | 18.°    | Daniel Altmaier          | Tomás Martín Etcheverry | 6–1, 6–7(4), 6–4 |
| 2023-I      | 19.°    | Álvaro Guillén Meza      | Blaise Bicknell         | 7–6(3), 6–1      |
| 2023-II     | 20.°    | Luciano Darderi          | Mariano Navone          | 4–6, 6–3, 7–5    |
| 2024        | 21.°    | Juan Manuel Cerúndolo    | Pedro Boscardin Dias    | 6–4, 6–3         |
| 2024-II     | 22.°    | Vít Kopřiva              | Elmer Møller            | 6–3, 7–6(3)      |

### Dobles
| Año         | Campeón                             | Finalista                                    | Marcador             |
| ----------- | ----------------------------------- | -------------------------------------------- | -------------------- |
| 2000        | Gastón Etlis Martín Rodríguez       | Juan Ignacio Chela Luis Horna                | 6–2, 5–2, ret.       |
| 2001        | Enzo Artoni Daniel Melo             | José Acasuso Martín Vassallo Argüello        | 6–2, 1–6, 7–6(7)     |
| 2002 - 2006 | No se disputó                       | No se disputó                                | No se disputó        |
| 2007        | Pablo Cuevas Eduardo Schwank        | Martin Vilarrubi Michael Quintero            | 6-4, 6-2             |
| 2008        | Luis Horna Sebastián Prieto         | Ramón Delgado Julio Silva                    | 6-4, 6-4             |
| 2009        | Martín Alund Juan Martín Araguren   | Guillermo Rivera-Aránguiz Cristóbal Saavedra | 6-2, 7-6             |
| 2010 - 2011 | No se disputó                       | No se disputó                                | No se disputó        |
| 2012        | Facundo Argüello Agustín Velotti    | Claudio Grassi Luca Vanni                    | 7–6(4), 7–6(5)       |
| 2013        | Andrés Molteni Fernando Romboli     | Marcelo Demoliner Sergio Galdós              | 6-4, 6-4             |
| 2014        | Sergio Galdós Guido Pella           | Marcelo Demoliner Roberto Maytín             | 6–3, 6–1             |
| 2015        | Andrej Martin Hans Podlipnik        | Rogério Dutra Silva João Souza               | 6–3, 6–4             |
| 2016        | Sergio Galdós Leonardo Mayer        | Ariel Behar Gonzalo Lama                     | 6–2, 7–6(7)          |
| 2017        | Miguel Ángel Reyes-Varela Blaž Rola | Gonçalo Oliveira Grzegorz Panfil             | 7-5, 6-3             |
| 2018        | Guido Andreozzi Guillermo Durán     | Ariel Behar Gonzalo Escobar                  | 2–6, 7–6(5), 10–5    |
| 2019        | Ariel Behar Gonzalo Escobar         | Luis David Martínez Felipe Meligeni          | 6-2, 2-6, 10-3       |
| 2020        | Íñigo Cervantes Oriol Roca Batalla  | Collin Altamirano Vitaliy Sachko             | 6-3, 6-4             |
| 2021-I      | Julian Lenz Gerald Melzer           | Nicolás Barrientos Fernando Romboli          | 7–6(4), 7–6(3)       |
| 2021-II     | Sergio Galdós Gonçalo Oliveira      | Tomás Barrios Alejandro Tabilo               | 6–2, 2–6, [10–5]     |
| 2022-I      | Ignacio Carou Facundo Mena          | Orlando Luz Camilo Ugo Carabelli             | 6–2, 6–2             |
| 2022-II     | Jesper de Jong Max Houkes           | Guido Andreozzi Guillermo Durán              | 7–6(6), 3–6, [12–10] |
| 2023-I      | Gonzalo Bueno Adolfo Daniel Vallejo | Ignacio Buse Jorge Panta                     | 6–4, 6–2             |
| 2023-II     | Nicolás Barrientos Orlando Luz      | Mateus Alves Eduardo Ribeiro                 | 3–6, 7–5, [10–8]     |
| 2024        | Hady Habib Trey Hilderbrand         | Pedro Boscardin Dias Pedro Sakamoto          | 7–5, 6–3             |
| 2024-II     | Karol Drzewiecki Piotr Matuszewski  | Luís Britto Gustavo Heide                    | 7–5, 6–4             |